# 金大亭
金大亭（きんだいてい）は、北海道石狩市新町1にある料亭。

## 概要
石狩鍋の原型となる鍋料理を考案した店として知られている。
1880年（明治13年）に、新潟出身の女性・石黒サカにより創業される。
金大亭で出されている石狩鍋は、鮭のアラと身、木綿豆腐などが具材で、昆布だしに味噌を溶かしたものに、山椒を加える。
石狩鍋の他には、鮭の精巣を焼いた焼き白子や、焼鮭、鮭氷刺身、氷頭の膾、生筋子などのメニューがある。